# Rhizoprionodon ficheuri
Espèce
Rhizoprionodon ficheuri est une espèce éteinte de requins de la famille des Carcharhinidae.

## Systématique
L'espèce Rhizoprionodon ficheuri a été initialement décrite en 1912 par le géologue et paléontologue français Léonce Joleaud (d) (1880-1938) sous le protonyme de Carcharias (Physodon) ficheuri.

## Synonymes
- Carcharias blayaci
- Carcharias (Physodon) ficheuri
- Physodon fischeuri
- Physodon miocaenus
- Rhizoprionodon aff. fischeuri
- Rhizoprionodon blayaci
- Rhizoprionodon cf. ficheuri

## Publication originale
- L. Joleaud. 1912 : Géologie et paléontologie de la Plaine du Comtat et de ses abords. Description des terrains néogènes. Montpellier : Imprimerie Montane, Sicardi et Valentin, vol. 2, p. 255–285, pl. 1–11 (lire en ligne).